# Byron (Holbrooke)
Byron is een compositie van Joseph Holbrooke.
Het is een toonzetting van een gedicht van John Keats waarin hij Lord Byron (1788-1824) eert. Het gedicht Sonnet to Byron verscheen rond 1848 in Life, letters, maar is gedateerd december 1814. De tekst begint met de regel "Byron! how sweetly sad thy melody!". Holbrooke schreef er een werk bij in de traditie van het genre symfonisch gedicht. Het is geschreven in C majeur, in vierkwartsmaat en met langzame tempi als larghetto en grave. De eerste uitvoering vond op 7 december 1904 plaats in Leeds door de Leeds Choral Union onder leiding van de componist. Hij zou voor dit werk een gage hebben ontvangen van 20 Britse ponden. Het werk is opgedragen aan Alfred Benton, vriend van Edward Elgar,  organist te Leeds Minster en stichter van de Leeds Choral Union. 
Het werk is ook een keer uitgevoerd tijdens de Promsconcert. Op 7 september 1954 leidde Malcolm Sargent een uitvoering in de Royal Albert Hall het BBC Symphony Orchestra met koor in een programma dat grotendeels gewijd was aan het werk van Richard Wagner (opera-aria's).  
Alhoewel geschreven voor koor en orkest, mag het werk ook zonder koor worden uitgevoerd; de houtblazerssectie mag dan uitgebreid worden. Holbrooke schreef voor
- gemengd koor (ad lib)
- 3 dwarsfluiten, 2 hobo’s, 2 klarinetten, 2 fagotten
- 4 (uitbreiding naar 8 is mogelijk) hoorns, 2 trompetten,  3 trombones, 1 tuba
- grote trom, 2 harpen (ad lib)
- violen, altviolen, celli, contrabassen

Voor oefening is een uittreksel voor koor en piano beschikbaar.